# Liste der Nummer-eins-Hits in Dänemark (1988)
Diese Liste enthält alle Nummer-eins-Hits in Dänemark im Jahr 1988. Es gab in diesem Jahr acht nachgewiesene Nummer-eins-Singles. Music & Media, In den Kalenderwochen 2, 51 und 52 wurden keine Charts veröffentlicht.

## Singles
| | Liste der Nummer-eins-Hits in Dänemark | Liste der Nummer-eins-Hits in Dänemark                        | Liste der Nummer-eins-Hits in Dänemark                              | 1989 →                    |
| \| Zeitraum \| Wo. ges. \| Interpret \| Titel Autor(en) \| Zusätzliche Informationen \| \| (Zeitraum, Wochen auf Platz eins, Interpret, Titel, Autor[en], zusätzliche Informationen) \| \| \| \| \| \| ----------------------------------------------------------------------------------------- \| -------- \| ------------------------------------------------------------- \| ------------------------------------------------------------------- \| ------------------------- \| \| 14. November 1987 – 1. Januar 1988 7 Wochen \| 7 \| Bee Gees \| You Win Again Barry Alan Gibb, Maurice Ernest Gibb, Robin Hugh Gibb \| – \| \| 9. Januar 1988 – 15. Januar 1988 1 Woche (insgesamt 5) \| 5 \| Kasper Winding feat. Lars Muhl \| Kolde nætter \| – \| \| 21. Januar 1988 – 19. Februar 1988 4 Wochen (insgesamt 5) \| 5 \| Kasper Winding feat. Lars Muhl \| Kolde nætter \| – \| \| 20. Februar 1988 – 26. Februar 1988 1 Woche \| 1 \| Søs Fenger feat. and Lars Muhl \| Du si'r dit hjerte er hårdt som sten \| – \| \| 27. Februar 1988 – 15. April 1988 7 Wochen (insgesamt 5) \| 5 \| Søs Fenger, Thomas Helmig, Sanne Salomonsen feat. Anne Linnet \| Den jeg elsker elsker jeg \| – \| \| 16. April 1988 – 23. April 1988 1 Woche \| 1 \| Taylor Dayne \| Tell It to My Heart Seth A. Swirsky, Ernie Gold \| – \| \| 22. April 1988 – 14. Mai 1988 3 Wochen \| 3 \| A-ha \| Stay on These Roadst Pål Waaktaar, Magne Furuholmen, Morten Harket \| – \| \| 15. Mai 1988 – 27. Mai 1988 2 Wochen \| 2 \| Mathilde \| Hulubulu \| – \| \| 28. Mai 1988 – 5. August 1988 10 Wochen \| 10 \| EM Holdet \| En for alle \| – \| \| 6. August 1988 – 16. September 1988 6 Wochen \| 6 \| Bruce Springsteen \| Tougher Than the Rest Bruce Springsteen \| – \| \| 17. September 1988 – 21. Oktober 1988 5 Wochen \| 5 \| Kim Wilde \| You Came Kim Wilde, Ricki Wilde \| – \| \| 22. Oktober 1988 – 11. November 1988 3 Wochen \| 3 \| Yazz and the Plastic Population \| The Only Way Is Up George Jackson, Johnny Henderson \| – \| \| 12. November 1988 – 23. Dezember 1988 6 Wochen \| 6 \| Phil Collins \| A Groovy Kind of Love Toni Wine, Carole Bayer Sager \| – \| |                                        |                                                               |                                                                     |                           |
| |                                        |                                                               |                                                                     | → 1989 →                  |
| Zeitraum | Wo. ges.                               | Interpret                                                     | Titel Autor(en)                                                     | Zusätzliche Informationen |
| (Zeitraum, Wochen auf Platz eins, Interpret, Titel, Autor[en], zusätzliche Informationen) |                                        |                                                               |                                                                     |                           |
| 14. November 1987 – 1. Januar 1988 7 Wochen | 7                                      | Bee Gees                                                      | You Win Again Barry Alan Gibb, Maurice Ernest Gibb, Robin Hugh Gibb | –                         |
| 9. Januar 1988 – 15. Januar 1988 1 Woche (insgesamt 5) | 5                                      | Kasper Winding feat. Lars Muhl                                | Kolde nætter                                                        | –                         |
| 21. Januar 1988 – 19. Februar 1988 4 Wochen (insgesamt 5) | 5                                      | Kasper Winding feat. Lars Muhl                                | Kolde nætter                                                        | –                         |
| 20. Februar 1988 – 26. Februar 1988 1 Woche | 1                                      | Søs Fenger feat. and Lars Muhl                                | Du si'r dit hjerte er hårdt som sten                                | –                         |
| 27. Februar 1988 – 15. April 1988 7 Wochen (insgesamt 5) | 5                                      | Søs Fenger, Thomas Helmig, Sanne Salomonsen feat. Anne Linnet | Den jeg elsker elsker jeg                                           | –                         |
| 16. April 1988 – 23. April 1988 1 Woche | 1                                      | Taylor Dayne                                                  | Tell It to My Heart Seth A. Swirsky, Ernie Gold                     | –                         |
| 22. April 1988 – 14. Mai 1988 3 Wochen | 3                                      | A-ha                                                          | Stay on These Roadst Pål Waaktaar, Magne Furuholmen, Morten Harket  | –                         |
| 15. Mai 1988 – 27. Mai 1988 2 Wochen | 2                                      | Mathilde                                                      | Hulubulu                                                            | –                         |
| 28. Mai 1988 – 5. August 1988 10 Wochen | 10                                     | EM Holdet                                                     | En for alle                                                         | –                         |
| 6. August 1988 – 16. September 1988 6 Wochen | 6                                      | Bruce Springsteen                                             | Tougher Than the Rest Bruce Springsteen                             | –                         |
| 17. September 1988 – 21. Oktober 1988 5 Wochen | 5                                      | Kim Wilde                                                     | You Came Kim Wilde, Ricki Wilde                                     | –                         |
| 22. Oktober 1988 – 11. November 1988 3 Wochen | 3                                      | Yazz and the Plastic Population                               | The Only Way Is Up George Jackson, Johnny Henderson                 | –                         |
| 12. November 1988 – 23. Dezember 1988 6 Wochen | 6                                      | Phil Collins                                                  | A Groovy Kind of Love Toni Wine, Carole Bayer Sager                 | –                         |